# Shalim Ortiz
Shalim Gerardo Ortiz Goyco (San Juan, 26 febbraio 1979) è un attore e cantante portoricano.

## Televisione
Figlio del personaggio televisivo portoricano Elin Ortiz e della cantante dominicana Charytín Goyco, Ortiz è stato il personaggio principale nel WAPA-TV show Los Angelitos all'età di sette anni. Los Angelitos è una commedia per bambini di un gruppo di adolescenti in una scuola ed è diventata un grande successo in alcuni paesi latino-americani.
Ortiz si è trasferito a Miami con la famiglia per tentare la carriera di modello. In seguito è stato messo sotto contratto da Emilio Estefan, marito di Gloria Estefan, uno dei più noti produttori ispanici. Con Estefan, Ortiz è stato in grado di contattare l'agenzia William Morris e la Sony Records.
Nel 2002 è stato presentato in un episodio di Lizzie McGuire, accanto a Hilary Duff e Lalaine. Nel 2007 è diventato una star come Miguel nella serie web Engaged.
Ha fatto parte del cast della seconda stagione della serie Heroes, dove ha impersonato Alejandro Herrera. Nel 2009 ha lavorato al fianco dell'attore Jason Priestley nel film per la televisione Una vacanza d'amore.

## Filmografia

### Cinema
- Spin, regia di Dan Neira (2007)
- Yuniol, regia di Alfonso Rodríguez (2007)
- The Art of Travel, regia di Thomas Whelan (2008)
- The Winged Man, regia di Marya Mazor - cortometraggio (2008)
- Partigiano, regia di Loris Lai - cortometraggio (2008)
- Touched, regia di Dan Neira (2009)
- Gurdian, regia di Timothy W. White (2009)
- Villa Captive, regia di Emmanuel Silvestre (2011)
- Jackie Goldberg Private Dick, regia di Steven Moskovic e Rosario Roveto Jr. (2011)
- Silver Case, regia di Christian Filippella (2012)
- Giustizieri da strapazzo (Bad Ass), regia di Craig Moss (2012)
- Reencarnación: Una historia de amor, regia di Eduardo Rossoff (2012)
- 5 Bravo, regia di Kuno Becker (2013)
- Dame tus ojos, regia di José Luis Gutiérrez Arias (2014)
- Silver Case: Director's Cut, regia di Christian Filippella (2015)
- Loki 7, regia di Ernesto Alemany (2016)
- American Curious, regia di Gabylu Lara (2018)
- Rubirosa 2, regia di Carlos Moreno e Hugo Rodríguez (2018)
- Rubirosa 3, regia di Carlos Moreno e Hugo Rodríguez (2018)
- Angels Inc, regia di José María Pumarino (2018)
- La Otra Penélope, regia di Bladimir Abud (2019)
- Women Is Losers, regia di Lissette Feliciano (2021)

### Televisione
- S Club 7 in Hollywood – serie TV, 2 episodi (2001)
- Lizzie McGuire – serie TV, 1 episodio (2002)
- Ángel Rebelde – serie TV, 1 episodio (2004)
- Cory alla Casa Bianca (Cory in the House) – serie TV, 1 episodio (2007)
- Heroes – serie TV, 7 episodi (2007)
- CSI: Miami – serie TV, 1 episodio (2008)
- Wanna Be Me!, regia di Dan Neira – film TV (2008)
- Una vacanza d'amore (Expecting a Miracle), regia di Steve Gomer – film TV (20)
- Cold Case - Delitti irrisolti (Cold Case) – serie TV, 1 episodio (2009)
- Maneater, regia di Timothy Busfield – miniserie TV (2009)
- El Octavo Mandamiento – serie TV, 1 episodio (2010)
- Morir en Martes – serie TV, 2 episodi (2011)
- Una maid en Manhattan – serie TV, 164 episodi (2011-2012)
- XY. La revista – serie TV, 7 episodi (2012)
- Dama y Obrero – serie TV, 2 episodi (2013)
- Magic City – serie TV, 5 episodi (2013)
- Ballers – serie TV, 2 episodi (2016)
- La piloto – serie TV, 26 episodi (2017)
- Las Reinas – serie TV, 1 episodio (2017)
- La Hermandad – serie TV, 5 episodi (2017)
- Señora Acero – serie TV, 94 episodi (2016-2018)
- Descontrol – serie TV, 1 episodio (2018)
- Tres Milagros – serie TV, 1 episodio (2018)
- Grand Hotel – serie TV, 13 episodi (2019)
- Power Book II: Ghost – serie TV, 7 episodi (2020)
- All Rise – serie TV, 10 episodi (2020-2021)
- Law & Order: Organized Crime - serie TV, episodio 3x18 (2023)
- Will Trent – serie TV, episodio 1x11 (2023)

## Doppiatori italiani
Nelle versioni in italiano delle opere in cui ha recitato, Shalim Ortiz è stato doppiato da:
- Fabrizio De Flaviis in Cold Case - Delitti irrisolti
- Edoardo Stoppacciaro in CSI: Miami
- Marco Bassetti in Grand Hotel
- Flavio Aquilone ne All Rise
- Federico Bebi in Will Trent
- Dodo Versino in Law & Order: Organized Crime

## Curiosità
Nel 2003 e 2004, Ortiz ha completato un tour che comprendeva fermate in Europa e in America del Sud. È inoltre un sostenitore dell'American Diabetes Association dato che il padre Elin ha il diabete ed è anche portavoce dell'ADA per la popolazione ispanica negli Stati Uniti d'America.

## Discografia
- Shalim
- Cuarto sin Puerta